# USS De Wert (FFG-45)
L'USS De Wert (FFG-45) est une frégate de l’United States Navy de la classe Oliver Hazard Perry. Il doit son nom à Richard De Wert (1931–1951) qui fut décoré à titre posthume de la médaille d'honneur pour son héroïsme durant la guerre de Corée.

## Historique
Elle est retiré du service le 4 avril 2014.

## Récompenses
Liste des récompenses.
| | Joint Service Commendation Medal                                                    |
| | Joint Meritorious Unit Award                                                        |
| | Navy Unit Commendation                                                              |
| Bronze star · Bronze star | Navy Meritorious Unit Commendation avec deux service stars en bronze                |
| Silver block letter O | Coast Guard Meritorious Unit Commendation avec un Operational Distinguishing Device |
| | Navy E Ribbon (4 citations)                                                         |
| | Navy Expeditionary Medal                                                            |
| Bronze star · Width=44 scarlet ribbon with a central width-4 golden yellow stripe, flanked by pairs of width-1 scarlet, white, Old Glory blue, and white stripes | National Defense Service Medal avec une service star en bronze                      |
| | Armed Forces Expeditionary Medal                                                    |
| Bronze star · Bronze star · Bronze star · Width-44 ribbon with the following stripes, arranged symmetrically from the edges to the center: width-2 black, width-4 chamois, width-2 Old Glory blue, width-2 white, width-2 Old Glory red, width-6 chamouis, width-3 myrtle green up to a central width-2 black stripe | Southwest Asia Service Medal avec trois service stars en bronze                     |
| | Global War on Terrorism Expeditionary Medal                                         |
| | Global War on Terrorism Service Medal                                               |
| Bronze star · Bronze star · Bronze star · Bronze star | Armed Forces Service Medal avec quatre service stars en bronze                      |
| Silver star · Silver star · Silver star · Silver star | Sea Service Deployment Ribbon avec quatre service stars en argent                   |
| | Special Operations Service Ribbon                                                   |
| | Kuwait Liberation Medal (Arabie Saoudite)                                           |